# Бразос (окръг, Тексас)
Окръг Бразос (на английски: Brazos County) е окръг в щата Тексас, Съединени американски щати. Площта му е 1528 km², а населението - 152 415 души (2000). Административен център е град Брайън.